# Championnat du Pérou de football 2018
Navigation
Édition précédente Édition suivante
La saison 2018 du championnat du Pérou de football se déroule de février à décembre 2018 sur trois tournois : le Torneo de Verano (« tournoi d'été »), le tournoi d'ouverture et le tournoi de clôture.
C'est le Sporting Cristal qui est sacré champion national et ce pour la 19e fois de son histoire.

## Règlement du championnat 2018
Source consultée : www.adfp.org.pe.
Le règlement reste pratiquement le même que celui adopté lors de la saison précédente à ceci près qu'on revient à un système de demi-finales du championnat (appelées « Play-off ») mettant aux prises les vainqueurs des trois tournois de la saison (Torneo de Verano, tournoi d’ouverture et de clôture) ainsi que l'équipe ayant le plus de points au classement général cumulé des trois tournois.
Le Torneo de Verano se joue du 3 février au 12 mai : deux groupes de huit équipes sont constitués où chaque formation disputera des matches aller-retour. Enfin les vainqueurs de chaque groupe se disputeront la finale dont le champion obtiendra une place en demi-finales du championnat.
Une fois ce tournoi terminé, le tournoi d'ouverture commencera (du 18 mai au 26 août). L'ensemble des seize équipes disputeront entre elles des matchs sur 15 journées (phase aller). Les clubs débutent ce tournoi sans unités. Celui qui obtient le plus de points est qualifié pour les demi-finales du championnat.
Le tournoi de clôture (du 31 août au 25 novembre) sera identique à celui d'ouverture (15 journées mais cette fois-ci sur une phase retour en inversant l'ordre des matches par rapport au tournoi d'ouverture). Le vainqueur aura une place en demi-finales du championnat.
Enfin, le classement cumulé des trois tournois permettra de connaître la dernière équipe qualifiée pour les demi-finales. Lors de cette phase jouée par matchs aller-retour, du 1er au 5 décembre, l’équipe ayant le plus de points au classement général cumulé rencontre celle qui en a le moins et le 2e dudit classement rencontre le 3e. Les deux vainqueurs s'affrontent lors de la finale du championnat (par double manche aller-retour, les 9 et 16 décembre) dont le gagnant est sacré champion du Pérou.
Les champion et vice-champion sont qualifiés directement à la phase de groupes de la Copa Libertadores 2019, tandis que les 3e et 4e le sont pour les 2e et 1er tours préliminaires, respectivement. Les 5e, 6e, 7e et 8e du championnat sont qualifiés à la Copa Sudamericana 2019. Enfin les deux équipes les moins bien classées à l'issue du classement général cumulé des trois tournois sont reléguées en deuxième division.

### Cas particuliers
- Si une même équipe gagnait les trois tournois (Torneo de Verano, ouverture et clôture), elle serait automatiquement proclamée championne.
- Si une même équipe gagnait deux des trois tournois en question, elle serait directement qualifiée pour la finale.

## Les clubs participants
| \| AC AL Ayacucho FC Binacional Comerciantes Unidos DM FBC Melgar Real Garcilaso SB Sport Huancayo SC Sport Rosario Unión Comercio USM UTC UD \| Localisation des clubs engagés dans le championnat 2018. · Légende : · AC : Academia Cantolao, AL : Alianza Lima, DM : Deportivo Municipal, SB : Sport Boys, SC : Sporting Cristal, UD : Universitario de Deportes, USM : Universidad San Martín |
| AC AL Ayacucho FC Binacional Comerciantes Unidos DM FBC Melgar Real Garcilaso SB Sport Huancayo SC Sport Rosario Unión Comercio USM UTC UD |

Le championnat compte seize clubs, dont cinq basés à Lima.
| Club                      | Ville     |
| ------------------------- | --------- |
| Academia Cantolao         | Callao    |
| Alianza Lima              | Lima      |
| Ayacucho FC               | Ayacucho  |
| Binacional                | Arequipa  |
| Comerciantes Unidos       | Cutervo   |
| Deportivo Municipal       | Lima      |
| FBC Melgar                | Arequipa  |
| Real Garcilaso            | Cuzco     |
| Sport Huancayo            | Huancayo  |
| Sport Boys                | Callao    |
| Sporting Cristal          | Lima      |
| Sport Rosario             | Huaraz    |
| Unión Comercio            | Tarapoto  |
| Universidad San Martín    | Lima      |
| UTC                       | Cajamarca |
| Universitario de Deportes | Lima      |

## Compétition
Source consultée : www.dechalaca.com.

### Torneo de Verano

#### Groupe A
| Rang | Équipe                    | Pts | J  | G  | N | P | Bp | Bc | Diff |
| ---- | ------------------------- | --- | -- | -- | - | - | -- | -- | ---- |
| 1    | Sporting Cristal          | 33  | 14 | 10 | 3 | 1 | 42 | 15 | +27  |
| 2    | Sport Rosario             | 20  | 14 | 6  | 2 | 6 | 23 | 21 | +2   |
| 3    | UTC                       | 20  | 14 | 5  | 5 | 4 | 14 | 19 | -5   |
| 4    | Universidad San Martín    | 19  | 14 | 4  | 7 | 3 | 20 | 18 | +2   |
| 5    | Alianza Lima T            | 19  | 14 | 5  | 4 | 5 | 16 | 17 | -1   |
| 6    | Comerciantes Unidos       | 14  | 14 | 4  | 2 | 8 | 18 | 26 | -8   |
| 7    | Ayacucho FC               | 14  | 14 | 4  | 2 | 8 | 22 | 34 | -12  |
| 8    | Universitario de Deportes | 13  | 14 | 2  | 7 | 5 | 16 | 21 | -5   |

|  | Qualification pour la finale du Torneo de Verano                          |
|  | T : Tenant du titre P : Promu de Segunda División P2 : Promu de Copa Perú |

#### Groupe B
| Rang | Équipe              | Pts | J  | G | N | P | Bp | Bc | Diff |
| ---- | ------------------- | --- | -- | - | - | - | -- | -- | ---- |
| 1    | Sport Huancayo      | 27  | 14 | 8 | 3 | 3 | 29 | 20 | +9   |
| 2    | FBC Melgar          | 25  | 14 | 6 | 7 | 1 | 20 | 13 | +7   |
| 3    | Binacional P2       | 21  | 14 | 5 | 6 | 3 | 18 | 17 | +1   |
| 4    | Deportivo Municipal | 20  | 14 | 6 | 2 | 6 | 24 | 21 | +3   |
| 5    | Real Garcilaso      | 20  | 14 | 6 | 2 | 6 | 21 | 23 | -2   |
| 6    | Academia Cantolao   | 17  | 14 | 4 | 5 | 5 | 14 | 13 | +1   |
| 7    | Sport Boys P        | 13  | 14 | 3 | 4 | 7 | 15 | 21 | -6   |
| 8    | Unión Comercio      | 9   | 14 | 2 | 3 | 9 | 15 | 28 | -13  |

|  | Qualification pour la finale du Torneo de Verano                          |
|  | T : Tenant du titre P : Promu de Segunda División P2 : Promu de Copa Perú |

#### Finale
| 6 mai 2018 | Sport Huancayo            | 1 - 1   | Sporting Cristal  | Estadio Huancayo, Huancayo                       |                                                  |
| 15:30      | Carlos Neumann 65e (pen.) | (0 - 1) | 37e Gabriel Costa | Spectateurs : 8 352 Arbitrage : Michael Espinoza | Spectateurs : 8 352 Arbitrage : Michael Espinoza |

| 12 mai 2018 | Sporting Cristal   | 1 - 0   | Sport Huancayo | Estadio Nacional, Lima      |                             |
| 20:15       | Renzo Revoredo 57e | (0 - 0) |                | Arbitrage : Diego Haro (en) | Arbitrage : Diego Haro (en) |

Le Sporting Cristal s'impose sur un score global de 2-1 (1-1, 1-0) et se qualifie pour les demi-finales du championnat.

### Tournoi d'ouverture

#### Classement
| Rang | Équipe                    | Pts | J  | G | N | P  | Bp | Bc | Diff |
| ---- | ------------------------- | --- | -- | - | - | -- | -- | -- | ---- |
| 1    | Sporting Cristal          | 32  | 15 | 9 | 5 | 1  | 27 | 7  | +20  |
| 2    | Alianza Lima T            | 27  | 15 | 8 | 3 | 4  | 24 | 16 | +8   |
| 3    | Real Garcilaso            | 26  | 15 | 8 | 2 | 5  | 19 | 19 | 0    |
| 4    | Deportivo Municipal       | 24  | 15 | 7 | 3 | 5  | 21 | 16 | +5   |
| 5    | UTC                       | 24  | 15 | 6 | 6 | 3  | 19 | 15 | +4   |
| 6    | FBC Melgar                | 24  | 15 | 6 | 6 | 3  | 23 | 20 | +3   |
| 7    | Unión Comercio            | 23  | 15 | 6 | 5 | 4  | 17 | 16 | +1   |
| 8    | Binacional P2             | 21  | 15 | 6 | 3 | 6  | 15 | 14 | +1   |
| 9    | Sport Boys P              | 19  | 15 | 4 | 7 | 4  | 20 | 21 | -1   |
| 10   | Sport Huancayo            | 18  | 15 | 4 | 6 | 5  | 16 | 15 | +1   |
| 11   | Universitario de Deportes | 18  | 15 | 4 | 6 | 5  | 18 | 21 | -3   |
| 12   | Sport Rosario -4          | 17  | 15 | 6 | 3 | 6  | 21 | 24 | -3   |
| 13   | Academia Cantolao         | 17  | 15 | 4 | 5 | 6  | 21 | 27 | -6   |
| 14   | Universidad San Martín    | 13  | 15 | 2 | 7 | 6  | 20 | 23 | -3   |
| 15   | Ayacucho FC               | 12  | 15 | 3 | 3 | 9  | 17 | 21 | -4   |
| 16   | Comerciantes Unidos       | 4   | 15 | 0 | 4 | 11 | 10 | 33 | -23  |

|  | Qualification à la Copa Libertadores 2019 et à la phase de Play off du championnat |
|  | T : Tenant du titre P : Promu de Segunda División P2 : Promu de Copa Perú          |

Le Sporting Cristal, vainqueur également du Torneo de Verano (voir section précédente), est assuré d'une place en finale du championnat.

### Tournoi de clôture

#### Classement
| Rang | Équipe                    | Pts | J  | G | N | P  | Bp | Bc | Diff |
| ---- | ------------------------- | --- | -- | - | - | -- | -- | -- | ---- |
| 1    | FBC Melgar                | 30  | 15 | 9 | 3 | 3  | 21 | 13 | +8   |
| 2    | Alianza Lima T            | 27  | 15 | 8 | 3 | 4  | 20 | 14 | +6   |
| 3    | Ayacucho FC               | 26  | 15 | 7 | 5 | 3  | 30 | 25 | +5   |
| 4    | Universitario de Deportes | 26  | 15 | 8 | 2 | 5  | 20 | 17 | +3   |
| 5    | Sporting Cristal          | 24  | 15 | 7 | 3 | 5  | 37 | 14 | +23  |
| 6    | Unión Comercio            | 23  | 15 | 7 | 2 | 6  | 29 | 25 | +4   |
| 7    | Universidad San Martín    | 22  | 15 | 6 | 4 | 5  | 20 | 20 | 0    |
| 8    | Academia Cantolao         | 22  | 15 | 7 | 1 | 7  | 18 | 22 | -4   |
| 9    | Real Garcilaso            | 21  | 15 | 5 | 6 | 4  | 26 | 22 | +4   |
| 10   | Deportivo Municipal       | 21  | 15 | 6 | 3 | 6  | 15 | 19 | -4   |
| 11   | Sport Boys P              | 18  | 15 | 5 | 3 | 7  | 21 | 23 | -2   |
| 12   | Comerciantes Unidos       | 18  | 15 | 5 | 3 | 7  | 15 | 19 | -4   |
| 13   | UTC                       | 17  | 15 | 4 | 5 | 6  | 14 | 14 | 0    |
| 14   | Binacional P2             | 17  | 15 | 5 | 2 | 8  | 14 | 25 | -11  |
| 15   | Sport Huancayo            | 16  | 15 | 3 | 7 | 5  | 19 | 22 | -3   |
| 16   | Sport Rosario             | 5   | 15 | 1 | 2 | 12 | 10 | 35 | -25  |

|  | Qualification à la Copa Libertadores 2019 et à la phase de Play off du championnat |
|  | T : Tenant du titre P : Promu de Segunda División P2 : Promu de Copa Perú          |

### Classement cumulé
| Rang | Équipe                       | Pts | J  | G  | N  | P  | Bp  | Bc | Diff |
| ---- | ---------------------------- | --- | -- | -- | -- | -- | --- | -- | ---- |
| 1    | Sporting Cristal V Ouv +2    | 91  | 44 | 26 | 11 | 7  | 106 | 36 | +70  |
| 2    | FBC Melgar Clo               | 79  | 44 | 21 | 16 | 7  | 64  | 46 | +18  |
| 3    | Alianza Lima T +1            | 74  | 44 | 21 | 10 | 13 | 60  | 47 | +13  |
| 4    | Real Garcilaso               | 67  | 44 | 19 | 10 | 15 | 66  | 64 | +2   |
| 5    | Deportivo Municipal -2       | 63  | 44 | 19 | 8  | 17 | 60  | 56 | +4   |
| 6    | Sport Huancayo               | 61  | 44 | 15 | 16 | 13 | 64  | 57 | +7   |
| 7    | UTC -2                       | 59  | 44 | 15 | 16 | 13 | 47  | 48 | -1   |
| 8    | Binacional P2                | 59  | 44 | 16 | 11 | 17 | 47  | 56 | -9   |
| 9    | Universitario de Deportes -1 | 56  | 44 | 14 | 15 | 15 | 54  | 59 | -5   |
| 10   | Unión Comercio               | 55  | 44 | 14 | 8  | 22 | 63  | 74 | -11  |
| 11   | Universidad San Martín       | 54  | 44 | 15 | 10 | 19 | 61  | 69 | -8   |
| 12   | Academia Cantolao -2         | 54  | 44 | 15 | 11 | 18 | 53  | 62 | -9   |
| 13   | Ayacucho FC                  | 52  | 44 | 14 | 10 | 20 | 69  | 80 | -11  |
| 14   | Sport Boys P                 | 50  | 44 | 12 | 14 | 18 | 56  | 66 | -10  |
| 15   | Sport Rosario -7             | 39  | 44 | 13 | 7  | 24 | 55  | 80 | -25  |
| 16   | Comerciantes Unidos          | 36  | 44 | 9  | 9  | 26 | 43  | 78 | -35  |

|  | Qualification pour la Copa Libertadores 2019 |
|  | Qualification pour la Copa Sudamericana 2019 |
|  | Relégation directe en deuxième division |
|  | T : Tenant du titre Ouv : Vainqueur du tournoi d'ouverture Clo : Vainqueur du tournoi de clôture V : Vainqueur du Torneo de Verano P : Promu de Segunda División P2 : Promu de Copa Perú |

### Quatrième phase (Play off)

#### Tableau
|  |                               |                      |              |            |            |   |   |        |        |        |        |        |
|  | 1/2 finale                    | 1/2 finale           | 1/2 finale   | 1/2 finale | 1/2 finale |   |   | Finale | Finale | Finale | Finale | Finale |
|  |                               |                      |              |            |            |   |   |        |        |        |        |        |
|  |                               |                      |              |            |            |   |   |        |        |        |        |        |
|  | Sporting Cristal              |                      |              |            |            |   |   |        |        |        |        |        |
|  | 12 et 16 décembre 2018        |                      |              |            |            |   |   |        |        |        |        |        |
|  | Sp. Cristal qualifié d'office |                      |              |            |            |   |   |        |        |        |        |        |
|  | Sporting Cristal              |                      | 4            | 3          | 7          |   |   |        |        |        |        |        |
|  | Sporting Cristal              | 2 et 6 décembre 2018 | 4            | 3          | 7          |   |   |        |        |        |        |        |
|  |                               |                      | Alianza Lima |            | 1          | 0 | 1 |        |        |        |        |        |
|  | Alianza Lima                  |                      | Alianza Lima | 3          | 1          | 0 | 1 | 2      | 5(2)   |        |        |        |
|  | Alianza Lima                  |                      |              | 3          |            |   |   | 2      | 5(2)   |        |        |        |
|  | FBC Melgar                    |                      | 3            | 2          | 5(0)       |   |   |        |        |        |        |        |
|  | FBC Melgar                    |                      | 3            | 2          | 5(0)       |   |   |        |        |        |        |        |

#### Demi-finale du championnat
| Équipe       | Aller | Total           | Retour | Équipe     |
| ------------ | ----- | --------------- | ------ | ---------- |
| Alianza Lima | 3 - 3 | 5 - 5 (2 tab 0) | 2 - 2  | FBC Melgar |

| 2 décembre 2018 | Alianza Lima                                                  | 3 - 3   | FBC Melgar                                                     | Estadio Alejandro Villanueva, Lima            |                                               |
| 15:30           | Mauricio Affonso 69e · Kevin Quevedo 70e · Aldair Fuentes 78e | (0 - 2) | 25e Joel Sánchez · 32e Christofer Gonzales · 65e Nilson Loyola | Spectateurs : 28 905 Arbitrage : Kevin Ortega | Spectateurs : 28 905 Arbitrage : Kevin Ortega |

| 6 décembre 2018 | FBC Melgar                                  | 2 - 2             | Alianza Lima               | Estadio Monumental Virgen de Chapi, Arequipa  |                                               |
| 20:00           | Bernardo Cuesta 33e · Giancarlo Carmona 61e | (1 - 1)           | 17e 80e Janio Posito       | Spectateurs : 30 177 Arbitrage : Joel Alarcón | Spectateurs : 30 177 Arbitrage : Joel Alarcón |
| 20:00           | Etchemaite · Biancucchi · Miguez · Arce     | Tirs au but 0 - 2 | Ramírez · Hohberg · Posito | Spectateurs : 30 177 Arbitrage : Joel Alarcón | Spectateurs : 30 177 Arbitrage : Joel Alarcón |

#### Finale du championnat
| Équipe       | Aller | Total | Retour | Équipe           |
| ------------ | ----- | ----- | ------ | ---------------- |
| Alianza Lima | 1 - 4 | 1 - 7 | 0 - 3  | Sporting Cristal |

| 12 décembre 2018 | Alianza Lima            | 1 - 4   | Sporting Cristal                                                                     | Estadio Alejandro Villanueva, Lima               |                                                  |
| 20:00            | Christian Adrianzén 83e | (0 - 2) | 6e Marcos López · 16e Renzo Revoredo · 85e Gabriel Costa · 90e Fernando José Pacheco | Spectateurs : 30 266 Arbitrage : Diego Haro (en) | Spectateurs : 30 266 Arbitrage : Diego Haro (en) |

| 16 décembre 2018 | Sporting Cristal                                           | 3 - 0   | Alianza Lima | Estadio Nacional, Lima                                |                                                       |
| 16:00            | Jorge Cazulo 14e · Gabriel Costa 27e · Emanuel Herrera 72e | (2 - 0) |              | Spectateurs : 34 635 Arbitrage : Víctor Hugo Carrillo | Spectateurs : 34 635 Arbitrage : Víctor Hugo Carrillo |

| Pérou                      |
| Champion                   |
| Sporting Cristal 19e titre |

## Bilan de la saison
| Championnat du Pérou de football 2018 |                              |
| Champion                              | Sporting Cristal (19e titre) |
| Qualifications continentales          |                              |
| Copa Libertadores 2019                | Sporting Cristal             |
| Copa Libertadores 2019                | Alianza Lima                 |
| Copa Libertadores 2019                | FBC Melgar                   |
| Copa Libertadores 2019                | Real Garcilaso               |
| Copa Sudamericana 2019                | Deportivo Municipal          |
| Copa Sudamericana 2019                | UTC                          |
| Copa Sudamericana 2019                | Sport Huancayo               |
| Copa Sudamericana 2019                | Binacional                   |
| Promotions et relégations             |                              |
| Promus en Liga 1                      | Universidad César Vallejo    |
| Promus en Liga 1                      | Pirata FC                    |
| Promus en Liga 1                      | Carlos A. Mannucci           |
| Promus en Liga 1                      | Alianza Universidad          |
| Relégués en Liga 2                    | Sport Rosario                |
| Relégués en Liga 2                    | Comerciantes Unidos          |

## Meilleurs buteurs
Source consultée: Fútbol Ya!.